# Ивантер, Виктор Викторович
Ви́ктор Ви́кторович Ива́нтер (14 ноября 1935, Москва — 15 сентября 2019, там же) — советский и российский экономист, академик РАН (26 мая 2000).

## Биография
Сын журналиста и редактора Виктора Семёновича Ивантера (1904—2000) и детского библиотекаря Ирины Филипповны Рысс (1907—1994). Брат-близнец — Эрнест Ивантер, зоолог и эколог, член-корреспондент РАН. Отец работал в Центральном научно-исследовательском институте информации и технико-экономических исследований по лесной, целлюлозно-бумажной, деревообрабатывающей промышленности и лесному хозяйству. В начале Великой Отечественной войны семья была эвакуирована в Киров.
Учился в Московском государственном экономическом институте, аспирантуре МИНХа. В 1966 году защитил кандидатскую диссертацию «Вопросы финансирования и кредитования новой техники: на действующем предприятии промышленности».
Работал в Институте электронных управляющих машин, Институте экономики РАН и Центральном экономико-математическом институте РАН. В 1986 году защитил докторскую диссертацию «Методология планирования и управления сбалансированностью материальных и финансовых потоков в народном хозяйстве».
В 1997—2017 годах возглавлял Институт народнохозяйственного прогнозирования РАН.
Умер 15 сентября 2019 года. Похоронен в колумбарии на Ваганьковском кладбище.
Семья
Был дважды женат. От первого брака дочь — Анна Викторовна Чернова (род. 1966). Вторая жена — Елена Валентиновна Грегоржевская (род. 1949).

## Преподавательская деятельность
- Профессор кафедры макроэкономического регулирования и планирования экономического факультета МГУ,
- Профессор Московской школы экономики МГУ,
- Председатель экспертного совета ВАК России по экономике,
- Почётный профессор Московской международной высшей школы бизнеса «МИРБИС».

Ивантер параллельно заведовал кафедрами:
- национальной экономики в РЭА им. Г. В. Плеханова (2001—2005);
- анализа и прогнозирования национальной экономики МФТИ;
- социально-экономического прогнозирования в Государственном университете управления.

## Прочие звания и должности
- Академик Международной академии менеджмента
- член правления Вольного экономического общества
- член научно-редакционного совета НПО «Экономика»
- главный редактор журнала «Проблемы прогнозирования»
- главный редактор входящего в список ВАК журнала «МИР: Модернизация. Инновации. Развитие»[5], посвященного «разработке инновационных методов решения социально-экономических задач государства».

## Основные работы
Книги
- Белкин В. Д., Ивантер В. В. Экономическое управление и банк. — М.: Экономика 1969. — 144 с.
- Белкин В. Д., Ивантер В. В. Плановая сбалансированность: установление, поддержание, эффективность. — М.: Наука, 1983. — 223 с.
- Денежные и финансовые проблемы переходного периода в России : Рос.-фр. диалог : [Сборник] / Кн. подгот. под рук. В. Ивантера, Ж. Сапира. — М.: Наука, 1995.
- Ивантер В. В., Кузык Б. Н. Будущее России: инерционное развитие или инновационный прорыв?. М.: Институт экономических стратегий, 2005;
- Инновационно-технологическое развитие экономики России: проблемы, факторы, стратегия. М.: Макс-Пресс, 2005;
- Прогноз технологического развития экономики России с учётом новых мировых интеграционных процессов. М.: ИНП РАН, 2006;
- Прикладное прогнозирование национальной экономики. Учебное пособие. / Под ред. В. В. Ивантера [и др.]. — М.: Экономистъ, 2007.
- Ивантер В. В., Ишаев В. И., Кувалин Д. Б. Экономика Дальнего Востока и Байкальского региона: государственный подход. — М., 2015;
- Структурно-инвестиционная политика в целях обеспечения экономического роста в России. — М., 2017 (в соавт.);
- Экономика по академику Ивантеру: сборник. — М.: Наука, 2020.

Статьи
- Перспективы развития экономики России на ближайшие 20 лет // Вестник РАН. 2008. Т. 78, № 2.